# Stary Dzierzgoń (gemeente)
De gemeente Stary Dzierzgoń is een landgemeente in het Poolse woiwodschap Pommeren, in powiat Sztumski.
De gemeente bestaat uit 15 administratieve plaatsen solectwo: Bucznik, Folwark, Górki, Kornele, Lipiec, Lubochowo, Matule, Milikowo, Mortąg, Myślice, Przezmark, Skolwity, Stare Miasto, Stary Dzierzgoń, Tabory
De zetel van de gemeente is in Stary Dzierzgoń.
Op 30 juni 2004 telde de gemeente 4087 inwoners.

## Oppervlakte gegevens
In 2002 bedroeg de totale oppervlakte van gemeente Stary Dzierzgoń 185,82 km², waarvan:
- agrarisch gebied: 68%
- bossen: 23%

De gemeente beslaat 25,43% van de totale oppervlakte van de powiat.

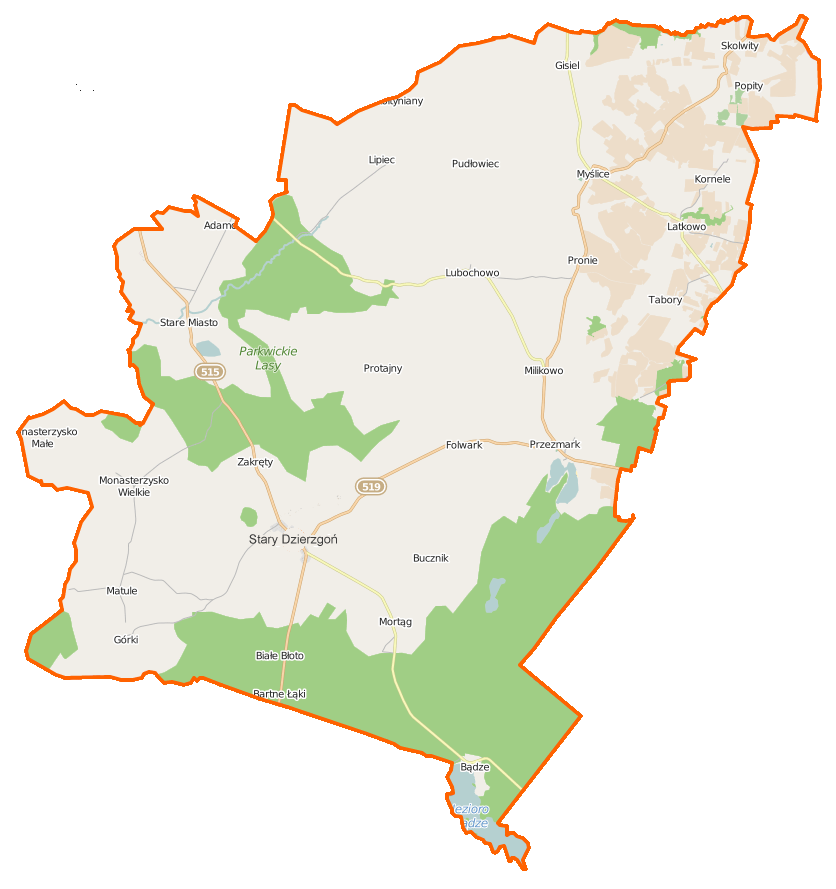
De gemeente en dorpen in de gemeente

## Demografie
Stand op 30 juni 2004:
| Omschrijving                   | Totaal | Totaal | Vrouwen | Vrouwen | Mannen | Mannen |
| ------------------------------ | ------ | ------ | ------- | ------- | ------ | ------ |
| eenheid                        | aantal | %      | aantal  | %       | aantal | %      |
| inwoners                       | 4087   | 100    | 2057    | 50,3    | 2030   | 49,7   |
| bevolkingsdichtheid (inw./km²) | 22     | 22     | 11,1    | 11,1    | 10,9   | 10,9   |

In 2002 bedroeg het gemiddelde inkomen per inwoner 1407,26 zł.

## Plaatsen zonder de statussołectwo
Adamowo, Bartne Łąki, Bądze, Białe Błoto, Danielówka, Gisiel, Giślinek, Kielmy, Kołtyniany, Królikowo, Latkowo, Monasterzysko Małe, Monasterzysko Nowe, Monasterzysko Wielkie, Najatki, Nowy Folwark, Piaski Morąskie, Podwiejki, Pogorzele, Popity, Porzecze, Pronie, Prońki, Protajny, Pudłowiec, Wartule, Wesoła Kępa, Zakręty, Zamek

## Aangrenzende gemeenten
Dzierzgoń, Małdyty, Mikołajki Pomorskie, Prabuty, Rychliki, Susz, Zalewo